# Clasmodosaurus
Clasmodosaurus là một chi khủng long, được Ameghino mô tả khoa học năm 1898.